# هلنه انگلمان
هلنه انگلمان (انگلیسی: Helene Engelmann؛ ۹ فوریهٔ ۱۸۹۸ – ۱ اوت ۱۹۸۵) اسکیت‌باز نمایشی اهل اتریش بود.